# ぶたのしっぽ分子雲
ぶたのしっぽ分子雲 (Pigtail molecular cloud) とは、地球から約3万光年離れた銀河系の中心部にある分子雲である。2012年に慶應義塾大学の松村真司らの研究チームが発見した。
ぶたのしっぽ分子雲は、国立天文台野辺山宇宙電波観測所の45メートル電波望遠鏡を用いた観測によって発見された。名前はその螺旋構造に因む。螺旋構造の大きさは約60×60光年で、太陽質量の20万倍から60万倍のガスを含んでいる。
この螺旋構造は、最初は一酸化炭素の115GHzスペクトル線で見つかり、その後346GHzスペクトル線でも同様の構造が確認された。そしてこの分子雲は、周囲に比べてやや高温・高密度であり、また、何かが衝突した衝撃波に由来する一酸化ケイ素も発見された。このことは、ぶたのしっぽ分子雲の周辺で大規模な衝突が起きたことを示している。銀河系中心部には、いて座A*を中心として巨大な分子雲が公転する楕円軌道があるが、そのうちの2つの軌道で、ぶたのしっぽ雲の根元に相当する部分で交差している点があり、そこには、視線速度がそれぞれ-40km/sと-110km/sの、2つの巨大な分子雲がある。この2つの分子雲がこするように衝突し、垂直であった磁力線の束がねじれ、磁力線にトラップされた分子がぶたのしっぽ分子雲の現在の構造を構成したと考えられている。
銀河系中心部には1ミリガウスの磁力線が発見されており、また螺旋構造も銀河系中心部においてこれまでに2つ発見されているが、ぶたのしっぽ分子雲は、よりはっきりした構造をしている。また、この構造は銀河系円盤面近くにあり、円盤面内の分子雲の動きや、磁力線の構造を探る重要な発見である。